# Brandon Sanderson
Brandon Winn Sanderson (Lincoln, Nebraska, 1975. december 19. –) amerikai fantasyíró.

## Élete
A nebraskai születésű Sanderson jelenleg Provóban, Utah államban él. 2005-ben a Brigham Young Egyetemen, szerzett diplomát alkotó írásból. Emellett az egyetem által kiadott Leading Edge nevű, fél-profi, "spekulációs irodalmi" újságnak volt a munkatársa. Az egyetemen szobatársaként ismerhette a Jeopardy! bajnok Ken Jenningset . Kétszer jelölték a John W. Campbell Díj-ra.
2006. július 7-én házasodott és tagja a LDS Templom-nak.

## Művei

### Az Idő Kereke
Robert Jordan halála után, Harriet McDougal (Robert Jordan özvegye és szerkesztője), Brandon Sandersont kérte fel Jordan epikus fantasy sorozatának, Az Idő Kereke sorozat utolsó könyvének a megírására. Ez úgy történt, hogy Sanderson írt egy Búcsú cikket Jordan-ról, és arról, hogy mit jelentett Jordan Sanderson számára, amit valaki a Tor kiadóból továbbított Harrietnek. Az írás annyira meghatotta Harrietet, hogy beszerzett néhány Sanderson könyvet. Majd, a Ködszerzet: A Végső Birodalom című könyv olvasása olyan mély benyomást gyakorolt rá, hogy meghozta a döntést, a sorozat befejezésére Sandersont fogja felkérni.
Ezt a Tor Kiadó 2007. december 7-én hozta nyilvánosságra. 2009. március 30-án, azt is közzé tették, hogy az eredetileg egy kötetre tervezett A Fény emlékezete (A Memory of Light) című utolsó könyvet, hatalmas kiterjedése miatt 3 kötetre osztották szét. Az első kötet „Gyülekező fellegek” (The Gathering Storm) volt, melyet 2009. október 27-én adtak ki. A második kötet címe „Az Éjfél Tornyai” (Towers of Midnight) amelyet 2010. november 2-án adtak ki, és a harmadik befejező kötetet végül 2013. január 8-án adták ki, aminek a címe "A Fény emlékezete" (A Memory of Light).

### Kozmerum
A Kozmerum annak az univerzumnak a neve, melyet Brandon Sanderson alkotott meg. A Kozmerum rendszereket és bolygókat foglal magába (eddig ismertek: Sel-, Scadrial-, Roshar-, Nalthis- Drominád-, Gyászének-, Taldain-rendszer),  amelyeket emberek laknak, azonban fejlettségük, tudásuk és kultúrájuk teljesen eltér egymástól. Sanderson szeretett volna megalkotni egy fantasy-eposzt, de nem akarta, hogy az olvasók nevetségesen sok részt vásároljanak meg ahhoz, hogy a történet végére érjenek. Emiatt minden regénye (amelyek valamilyen, egyazon rendszerhez tartozó bolygón játszódik) külön-külön is élvezhető, de ezek mögött meghúzódik egy "rejtett eposz".
A Kozmerum történetek középpontjában egy Adonalsium nevű lény áll, aki a Yolen nevű bolygón élt, de egy összeesküvés miatt halálát lelte, így tizenhat részre szakadt. Ezeket a részeket nevezzük szilánkoknak. Minden szilánk valamelyik bolygóra került (van olyan bolygó, ahol több is található, de olyan is, ahová nem került szilánk), amelyek valamilyen módon sajátos mágiarendszereket alkottak meg az adott bolygón.
A regényekben gyakran felbukkant egy Hiod nevű különös alak (időnként más néven és külsővel jelenik meg), aki képes átjárni a bolygók között és többé-kevésbé befolyásolja a történetek szereplőit.
| Cím                                        | Eredeti megjelenés | Magyar cím                            | Sorozat           | Világ    | Megjegyzés                                  |
| ------------------------------------------ | ------------------ | ------------------------------------- | ----------------- | -------- | ------------------------------------------- |
| Elantris                                   | 2005               | Elantris                              | Elantris          | Kozmerum |                                             |
| The Hope of Elantris                       | 2006               | Elantris reménysége                   | Elantris          | Kozmerum |                                             |
| The Final Empire                           | 2006               | A Végső Birodalom                     | Ködszerzet        | Kozmerum | Első éra                                    |
| The Well of Ascension                      | 2007               | A Megdicsőülés Kútja                  | Ködszerzet        | Kozmerum | Első éra                                    |
| Alcatraz Versus the Evil Librarians        | 2007               |                                       | Alcatraz Versus   |          |                                             |
| The Hero of Ages                           | 2008               | A Korok Hőse                          | Ködszerzet        | Kozmerum | Első éra                                    |
| Alcatraz Versus the Scrivener's Bones      | 2008               |                                       | Alcatraz Versus   |          |                                             |
| Defending Elysium                          | 2008               |                                       | Cytoverse         |          |                                             |
| The Gathering Storm                        | 2009               | Gyülekező fellegek                    | Az Idő Kereke     |          | társszerző: Robert Jordan                   |
| Warbreaker                                 | 2009               | Békéltető                             |                   | Kozmerum |                                             |
| Alcatraz Versus the Knights of Crystallia  | 2009               |                                       | Alcatraz Versus   |          |                                             |
| Towers of Midnight                         | 2010               | Az Éjfél Tornyai                      | Az Idő Kereke     |          | társszerző: Robert Jordan                   |
| The Way of Kings                           | 2010               | A királyok útja                       | Viharfény Krónika | Kozmerum |                                             |
| Alcatraz Versus the Shattered Lens         | 2010               |                                       | Alcatraz Versus   |          |                                             |
| The Alloy of Law                           | 2011               | A törvény ötvözete                    | Ködszerzet        | Kozmerum | Második éra                                 |
| Infinity Blade: Awakening                  | 2011               |                                       | Infinity Blade    |          |                                             |
| The Emperor's Soul                         | 2012               | A császár lelke                       | Elantris          | Kozmerum |                                             |
| The Eleventh Metal                         | 2012               | A tizenegyedik fém                    | Ködszerzet        | Kozmerum |                                             |
| Legion                                     | 2012               |                                       | Legion            |          |                                             |
| A Memory of Light                          | 2013               | A Fény emlékezete                     | Az Idő Kereke     |          | társszerző: Robert Jordan                   |
| Shadows for Silence in the Forests of Hell | 2013               | Hallgatás árnyai a Pokol Rengetegében | Threnody          | Kozmerum |                                             |
| Infinity Blade: Redemption                 | 2013               |                                       | Infinity Blade    |          |                                             |
| Steelheart                                 | 2013               | Acélszív                              | Leszámolók        |          |                                             |
| Mitosis                                    | 2013               |                                       | Leszámolók        |          |                                             |
| The Rithmatist                             | 2013               |                                       | Rithmatist        |          |                                             |
| Words of Radiance                          | 2014               | Tündöklő szavak                       | Viharfény Krónika | Kozmerum |                                             |
| Sixth of the Dusk                          | 2014               | Hatodik az Alkonyatban                | First of the Sun  | Kozmerum |                                             |
| Allomancer Jak and the Pits of Eltania     | 2014               | Allomanta Jak és Eltania Bugyrai      | Ködszerzet        | Kozmerum |                                             |
| Legion: Skin Deep                          | 2014               |                                       | Legion            |          |                                             |
| Shadows of Self                            | 2015               | A lélek árnyai                        | Ködszerzet        | Kozmerum | Második éra                                 |
| Firefight                                  | 2015               | Tűzlény                               | Leszámolók        |          |                                             |
| The Bands of Mourning                      | 2016               | Az elmúlás pántjai                    | Ködszerzet        | Kozmerum | Második éra                                 |
| Secret History                             | 2016               | Rejtett történelem                    | Ködszerzet        | Kozmerum |                                             |
| Edgedancer                                 | 2016               | Peremtáncoló                          | Viharfény Krónika | Kozmerum |                                             |
| White Sand #1                              | 2016               | Fehér homok                           | Fehér homok       | Kozmerum | társszerző: Rik Hoskin rajzok: Julius Gopez |
| Alcatraz Versus the Dark Talent            | 2016               |                                       | Alcatraz Versus   |          |                                             |
| Calamity                                   | 2016               | Vész                                  | Leszámolók        |          |                                             |
| Oathbringer                                | 2017               | Eskühozó                              | Viharfény Krónika | Kozmerum |                                             |
| White Sand #2                              | 2018               |                                       | Fehér homok       | Kozmerum | társszerző: Rik Hoskin rajzok: Julius Gopez |
| Legion: Lies of the Beholder               | 2018               |                                       | Legion            |          |                                             |
| Skyward                                    | 2018               |                                       | Cytoverse         |          |                                             |
| White Sand #3                              | 2019               |                                       | Fehér homok       | Kozmerum | társszerző: Rik Hoskin rajzok: Fritz Casas  |
| Starsight                                  | 2019               |                                       | Cytoverse         |          |                                             |
| Rhythm of War                              | 2020               |                                       | Viharfény Krónika | Kozmerum |                                             |
| Dawnshard                                  | 2020               |                                       | Viharfény Krónika | Kozmerum |                                             |
| Lux                                        | 2021               |                                       | Leszámolók        |          |                                             |
| Sunreach                                   | 2021               |                                       | Cytoverse         |          |                                             |
| ReDawn                                     | 2021               |                                       | Cytoverse         |          |                                             |
| Cytonic                                    | 2021               |                                       | Cytoverse         |          |                                             |
| Evershore                                  | 2021               |                                       | Cytoverse         |          |                                             |
| Defiant                                    | 2023               |                                       | Cytoverse         |          |                                             |
| The Stormlight Archive Book #5             | 2023               |                                       | Viharfény Krónika | Kozmerum |                                             |
| Unspecified Novel #1                       | 2023               |                                       |                   | Kozmerum |                                             |
| Unspecified Novel #2                       | 2023               |                                       |                   | Kozmerum |                                             |
| Unspecified Novel #3                       | 2023               |                                       |                   | Kozmerum |                                             |
| Unspecified Novel #4                       | 2023               |                                       |                   |          |                                             |

## Magyarul
- Elantris; ford. Tamás Gábor; Delta Vision, Bp., 2007
- Ködszerzet, 1-6.; ford. Kopócs Éva, Matolcsy Kálmán; Delta Vision, Bp., 2009–2013
  - 1-2. A végső birodalom; 2009
  - 3-4. A megdicsőülés kútja; 2011
  - 5-6. A korok hőse; 2013
- Robert Jordan–Brandon Sandersonː Az éjfél tornyai, 1-2.; Delta Vision, Bp., 2012 (Az idő kereke sorozat)
- Robert Jordan–Brandon Sandersonː Gyülekező fellegek, 1-2.; Delta Vision, Bp., 2012 (Az idő kereke sorozat)
- Robert Jordan-Brandon Sanderson: A fény emlékezete, 1-2.; Delta Vision, Bp., 2014 (Az idő kereke sorozat)
- A törvény ötvözete. Egy újabb regény a Ködszerzet világán; ford. Kopócs Éva, Matolcsy Kálmán; Delta Vision, Bp., 2014
- Leszámolók, ford. Kőszeghy Anna; Delta Vision, Bp., 2014–2017
  - Acélszív; 2014
  - Tűzlény; 2015
  - Vész; 2017
- A lélek árnyai, Egy Ködszerzet regény; ford. Horváth Árpád; Delta Vision, Bp., 2018
- A királyok útja I-II.; ford. Sárpátki Ádám; Delta Vision, Bp., 2018
- Az Elmúlás Pántjai. Egy Ködszerzet regény; ford. Vitális Szabolcs; Delta Vision, Bp., 2019
- A kozmerum titkai; ford. Sárpátki Ádám, Horváth Árpád; Delta Vision, Bp., 2019
  - A császár lelke
  - Elantris reménysége
  - A tizenegyedik fém
  - Allomanta Jak és Eltania Bugyrai
  - Ködszerzet: Rejtett történelem
  - Fehér homok
  - Hallgatás árnyai a Pokol Rengetegében
  - Hatodik az Alkonyatban
  - Peremtáncoló
- Tündöklő szavak I-II.; ford. Sárpátki Ádám, Rigó József Karsa; Delta Vision, Bp., 2020
- Békéltető; ford. Sárpátki Ádám; Delta Vision, Bp., 2021
- Eskühozó I-II.; Delta Vision, Bp., 2022